# Henryk Kawecki
Henryk Kawecki (ur. 12 maja 1886 w Warszawie, zm. 19 stycznia 1942 tamże) – polski prawnik, polityk, podsekretarz stanu w Ministerstwie Spraw Wewnętrznych (1935–1937), senator RP IV kadencji (1935–1938), członek loży wolnomularskiej w Warszawie w czasach II Rzeczypospolitej.

## Życiorys

### Wykształcenie
Ukończył szkołę realną w Warszawie i studia prawnicze na uniwersytecie w Dorpacie.

### Działalność niepodległościowa
W początkowej fazie I wojny światowej (1915–1916) służył w Straży Obywatelskiej w Warszawie. Od 15 czerwca 1918 roku był członkiem Polskiej Organizacji Wojskowej (pracował w Komendzie Naczelnej POW do 11 listopada 1918 roku). W latach 1918–1921 służył w Adiutanturze Generalnej WP, a następnie w sztabie ścisłym Wodza Naczelnego. Uczestniczył w walkach pod Radzyminem.
1 marca 1921 roku został na własną prośbę zwolniony do rezerwy (w stopniu podporucznika).

### Praca zawodowa
Po ukończeniu studiów został aplikantem w Warszawie. W 1921 roku został szefem służby bezpieczeństwa Litwy Środkowej. 16 kwietnia 1925 roku jako były podinspektor Policji Państwowej został mianowany urzędnikiem VI stopnia służbowego. Od kwietnia 1926 roku był zastępcą naczelnika, a później naczelnikiem (od lutego 1927 roku) Wydziału Bezpieczeństwa Ministerstwa Spraw Wewnętrznych. Od 21 stycznia do 28 sierpnia 1930 roku był Komisarzem Rządu na m.st. Warszawę. W marcu 1931 roku został dyrektorem Departamentu Organizacyjnego MSW, następnie dyrektorem Gabinetu Ministra i dyrektorem Departamentu Politycznego. Odegrał kluczową rolę w zwerbowaniu agenta Józefa Mützenmachera. W okresie od 18 września 1935 do 5 lutego 1937 roku był podsekretarzem stanu do spraw administracyjnych w MSW, a następnie dyrektorem departamentów personalnych w MSW i URM (do 1939 roku).
W 1935 roku został senatorem IV kadencji (1935–1938) powołanym przez Prezydenta RP Ignacego Mościckiego.

## Ordery i odznaczenia
- Krzyż Komandorski z Gwiazdą Orderu Odrodzenia Polski (19 marca 1937)[7][8]
- Krzyż Komandorski Orderu Odrodzenia Polski (9 listopada 1932)[9]
- Krzyż Niepodległości (25 lipca 1933)[10]
- Krzyż Oficerski Orderu Odrodzenia Polski (10 listopada 1928)[11]
- Krzyż Kawalerski Orderu Odrodzenia Polski (1923)[12]
- Złoty Krzyż Zasługi (11 stycznia 1928)[13][3]
- Order Krzyża Orła II klasy (Estonia, 1934)[14]
- Order Krzyża Orła III klasy (Estonia, 1933)[14]

## Życie prywatne
Był synem Józefa i Wiktorii z Wilkowskich. Ożenił się z Marią Tarnogórską.
Był członkiem masońskiej Wielkiej Loży Narodowej Polski (Warszawa). Jednocześnie (?) był członkiem loży „Św. Graala” (Jurysdykcja, następnie Federacja Polska Zakonu Powszechnego Zjednoczonego Wolnomularstwa „Le Droit Humain” w Warszawie).